# Шишка (Восточно-Казахстанская область)
Шишка (каз. Шишка) — упразднённая станция (населённый пункт) в Шемонаихинском районе Восточно-Казахстанской области Казахстана. Входила в состав Каменевского сельского округа. Упразднена в 2000-е годы.

## Население
В 1999 году население отсутствовало.